# 邵邨人
邵邨人（1898年5月10日—1973年9月18日），原名炳章，字仁棣，号邨人，香港实业家，著名电影业实业家，浙江宁波人，娱乐业大王邵逸夫的二哥。

## 生平
邵邨人1898年5月10日出生于大清浙江省宁波府镇海县（今宁波市镇海区）庄市（今庄市街道）朱家橋老邵村（今邵家村），父亲邵玉轩，是家中次子，早年在庄市私塾求学，后随家人赴上海，曾考入上海圣约翰大学，后曾在上海立信会计专科学校（上海财经大学的部分前身）学习会计专业。
1922年与兄邵醉翁在上海创办和平剧社，创办笑舞台，任家族企业的会计兼剧社编辑和舞台设计。1925年，长兄邵醉翁联合邵家兄弟在上海创办著名的天一影片公司，邵邨人再次出任公司会计兼编剧，是中国早期著名电影《立地成佛》的总策划。
1934年上海局势不稳，其兄邵醉翁赴香港，將“天一影片公司”迁往香港後改名“天一港廠”，邵邨人为邵家兄弟中唯一留守上海。1936年8月6日，邵氏在香港的影棚遭遇火灾。1937年邵邨人赴香港，打理家族业務，邵邨人將“天一港廠”改名为“南洋影片公司”，并重金聘请洪仲豪任总导演。
1941年12月8日第二次世界大战太平洋战争爆发，香港局势混乱，同年12月25日，日军佔領香港，香港沦陷，邵邨人离开香港，回上海打理家族业務，将电影制片厂名称重新改回“天一影片公司”。
1945年抗日战争胜利，邵邨人再次将企业搬迁至香港，并在1952年将“天一影片公司”再次改名为“邵氏父子公司”。邵邨人因有经济和会计的专长，在香港除经营电影业外，还兼营地产业、和进出口贸易。
1957年六弟邵逸夫來港收回“邵氏父子公司”的製片權，1958年邵逸夫成立“邵氏兄弟公司”實行自己拍片。其後，邵邨人的“邵氏父子公司”退出電影业務，與其三弟邵仁枚及六弟邵逸夫的“邵氏兄弟（香港）有限公司”在港分道揚鑣。

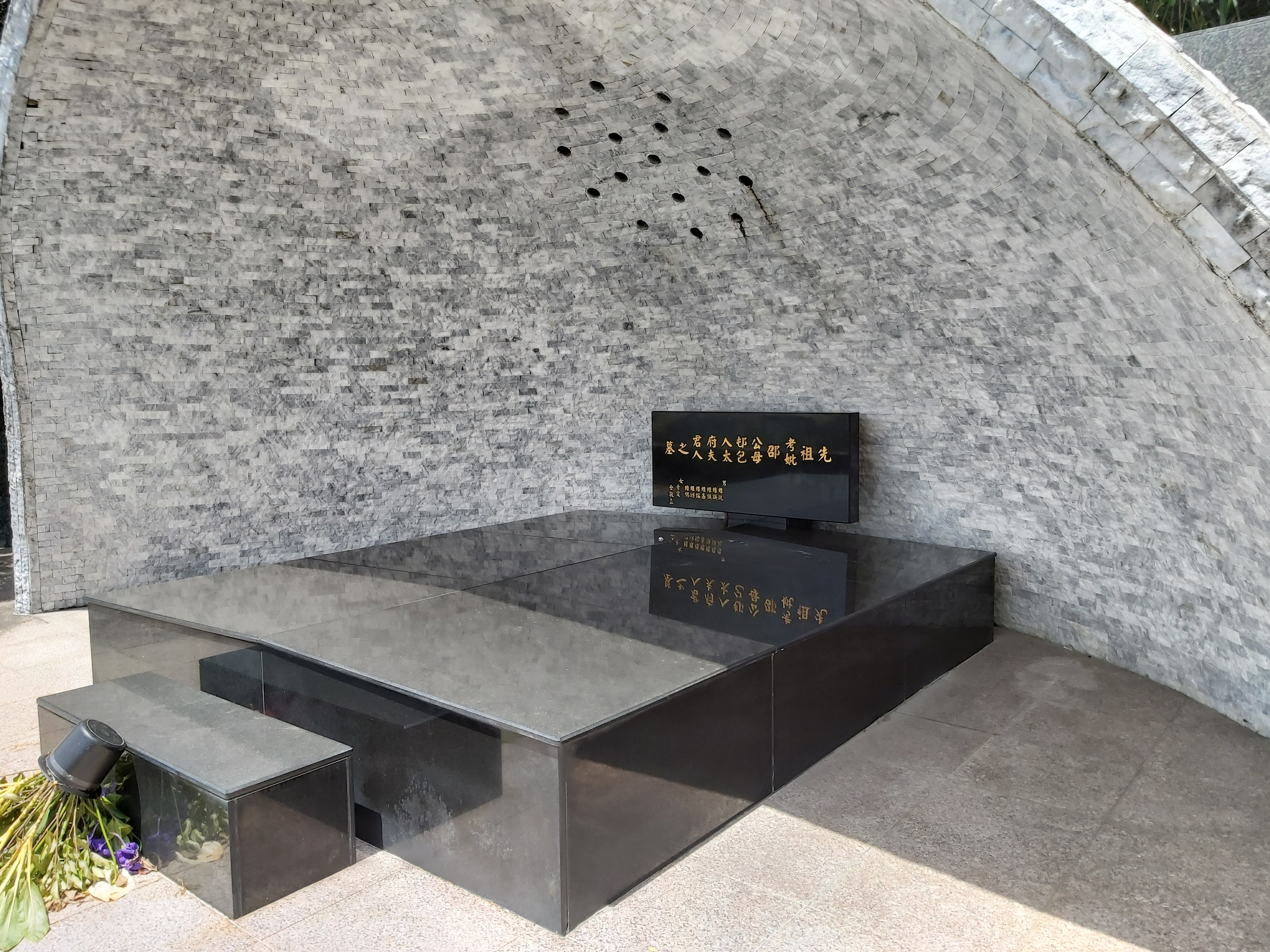
邵邨人墓

1973年9月18日逝世于香港，享年75岁。

## 家庭
家族部分成员有，
- 父：邵玉轩，上海大染料商人
- 长兄：邵醉翁，著名电影企业家制片人
- 三弟：邵仁枚，新加坡著名电影企业家
- 六弟：邵逸夫，华人娱乐业大王[4]
- 妻包蓮鳳
  - 子：邵维玫

## 代表作品
作品包括79多部电影
代表监制电影有，
- 1927年：朱洪武
- 1940年：洪承疇
- 1941年：苦鳳鶯憐
- 1941年：美人計
- 1952年：彩鳳還巢
- 1954年：人鬼戀
- 1956年：水仙
- 1956年：花落又逢君
- 1957年：夜來香
- 1957年：月落烏啼霜滿天
- 1957年：蓬萊春暖
- 1957年：馬戲春秋
- 1957年：龍鳳配
- 1957年：移花接木
- 1957年：黃花閨女
- 1958年：安琪兒
- 1958年：鳳求凰
- 1958年：全家福
- 1958年：貂蟬
- 1958年：一夜風流
- 1958年：異國情鴛
- 1958年：借紅燈
- 1958年：你是我的靈魂
- 1958年：人約黃昏後
- 1958年：丹鳳街
- 1959年：滿堂紅

作为編劇的有，
- 1926年：忠孝節義
- 1926年：孟姜女